# Skidmore Cliff
La Skidmore Cliff (in lingua inglese: Scogliera Skidmore) è una parete rocciosa irregolare, orientata verso est e lunga 7 km, situata all'estremità di uno sperone roccioso che si sviluppa in direzione est a partire dalla Saratoga Table del Forrestal Range, nei Monti Pensacola, in Antartide. 
La scogliera è stata mappata dall'United States Geological Survey (USGS) sulla base di rilevazioni e foto aeree scattate dalla U.S. Navy nel periodo 1956-66.
La denominazione è stata assegnata dall'Advisory Committee on Antarctic Names (US-ACAN) in onore di Donald D. Skidmore, che ha condotto studi sulla ionosfera presso la Stazione Ellsworth nell'inverno del 1957.